# Kraljevstvo Moreja
Kraljevstvo Moreja (it. Regno di Morea) je bio mletački prekomorski posjed, a obuhvaćao je grčkom otok Peloponez (tada poznatiji kao Moreja).
Venecija je otok osvojila od Osmanlija u Morejskom ratu (1684. – 1699.). Otok je bio raseljen, a mletački pokušaji da ga ponobno nasele i vojno učvrste nisu uspjeli, pa ga Osmanlije ponovno osvajaju u mletačko-osmanskom ratu 1714.-1718. (nazvanom i Drugi morejski rat) tijekom ljeta 1715. Bojeći se osmanske ofenzive i na drugim područjima, Habsburška Monarhija je stala na mletačku stranu, a Turci su joj 1716. objavili rat, kasnije poznat kao Habsburško-turski rat 1716. – 1718.

## Vanjske poveznice
- Odnos Dubrovnika prema Drugom morejskom ratu (1714–1718) i uloga Austrije]